# 金曲超級星
《金曲超級星》是映畫傳播製作、中國電視公司監製的台灣藝人歌唱選秀電視節目，於2010年1月3日開播。參賽者為藝人朋友，且熱愛唱歌，但無發行唱片之機會，或想轉型為歌手，藉由《金曲超級星》來一圓發行唱片的夢想。2010年8月1日以前之主持人為曾是熱舞歌手的藍心湄，2010年8月8日至8月22日之主持人為白吉勝與黃子佼，2010年8月29日至10月31日之主持人為黃子佼。

## 節目特色

### 播出Live打氣訊息
打氣的訊息，將由《中視全球資訊網》直播聊天室或《金曲超級星》討論區的「觀眾加油區」中挑出，即時顯示在節目上。

### 上傳加油影片
觀眾們可以自製加油影片，上傳至官網，為選手加油打氣。

### 現場觀眾打分
現場50位觀眾，依照對該藝人表演的歌曲，覺得好聽的按燈。而亮燈的比例佔分數的20%，比其他比賽更強調表演的渲染力和觀眾緣。但也因為觀眾評分標準不一，此種賽制對於連續幾個月為參賽而辛苦準備以及有實力的選手並不公平，希望節目未來能有替代方案。

## 歷屆賽事
| 屆數   | 播出日期                     | 集數 | 冠軍   | 亞軍   | 季軍   | 第四名 | 第五名 | 第六名 | 第七名 | 第八名 | 最低/最高 收視率 |
| ------ | ---------------------------- | ---- | ------ | ------ | ------ | ------ | ------ | ------ | ------ | ------ | ---------------- |
| 第一屆 | 2010年1月3日－ 2010年5月2日  | 17   | 吳亦帆 | 吳佩珊 | 蕭景鴻 | 管罄   | 白吉勝 | 祝釩剛 | 李愛綺 | 周明璟 | 1.41 / 2.71      |
| 第二屆 | 2010年5月9日－ 2010年8月15日 | 15   | 璽恩   | 祝鏘博 | 劉祿存 | 高蕾雅 | 鄭博夫 | 鄧廣福 | 劉虹翎 | 安歆澐 | 0.90 / 1.91      |

## 節目內容
《金曲超級星》歷時3個月，13次登台比賽，選出第一名。第一名將得到發片機會，以及公開演唱機會。
比賽分數的算法為：專業評審評分70%，現場觀眾按鈴30%，因此選手同時須具備吸引觀眾的能力和特質。
賽程紀錄請參閱：金曲一班賽程、金曲二班賽程
金曲二班賽程結束後，節目已改為純歌唱節目，並更名為《金曲超級星之愛秀大明星》。

## 外部連結
- Wikia中文台：金曲超級星 （页面存档备份，存于）－比賽紀錄